# Placinolopha acantholopha
Placinolopha acantholopha är en svampdjursart som först beskrevs av Thomas 1970.  Placinolopha acantholopha ingår i släktet Placinolopha och familjen Plakinidae.
Artens utbredningsområde är havet utanför Indien. Inga underarter finns listade i Catalogue of Life.